# An Zhongxin
An Zhongxin (chiń. 安仲欣; pinyin Ān Zhòngxīn; ur. 20 października 1972 w Tiencinie) – chińska softballistka występująca na pozycji łapaczki, medalistka olimpijska.
Dwukrotna olimpijka (IO 1996, IO 2000). Wraz z drużyną osiągnęła srebrny medal w Atlancie i zajęła czwarte miejsce podczas igrzysk w Sydney, występując kolejno w dziesięciu i siedmiu spotkaniach.
Trzykrotnie zdobyła złoty medal igrzysk azjatyckich (1990, 1994, 1998).